# Zhurong
Zhurong je kineski marsovski rover koji je lansiran 23. srpnja 2020. u 5:41 CET unutar rakete Long March 5. U orbitu Marsa stigao je 10. veljače 2021. Rover je sletio 15. svibnja 2021. u 00:18 po srednjoeuropskom vremenu u regiji Utopia Planitia, istom mjestu slijetanja sletnika Viking 2 1976. godine. Rover Zhurong, dio CNSA-ine misije Tianwen-1, je bio raspoređen sa svog sletnika 22. svibnja 2021. u 3:40 CET. Kina je postala treća država koja je uspjela sletjeti rovera na Mars nakon Sovjetskog Saveza 1971. i Sjedinjenih Država 1997. Kineska nacionalna svemirska agencija objavila je prve slike s površine Marsa 19. svibnja 2021.
Rover je dizajniran za istraživanje površine Marsa za 90 sola; njegova je visina oko 1,85 m, a masa je oko 240 kg. Nakon planiranog postavljanja rovera, orbiter bi služio kao telekomunikacijsko prenošenje, dok bi nastavio provoditi vlastita orbitalna promatranja Marsa.

## Imenovanje
Internetsko glasanje o javnim preferencijama za ime rovera održano je između 20. siječnja 2021. i 28. veljače 2021. Ime Zhurong zauzelo je prvo mjesto s 504,466 glasova. 24. travnja 2021. CNSA je službeno objavila da će rover dobiti ime Zhurong, što upućuje na mito-povijesnu ličnost u kineskom folkloru koja se obično povezuje s vatrom i svjetlošću. Neki kineski komentatori sugeriraju da je imenovanje Marsovskog rovera Tianwen-1 za Zhurong namijenjeno potpaljivanju vatre međuzvjezdanih istraživanja u Kini i simboliziranju odlučnosti kineskog naroda da istraži zvijezde i otkrije nepoznate u svemiru.

## Ciljevi misije
Sa znanstvenog gledišta, misija mora ispuniti 4 cilja:
- Proučavanje topografije i geologije lokalnog područja
- Ispitivanje tla i bilo kojeg sadržaj leda
- Pregledavanje elemenata, minerala i stijena
- Uzorkovanje atmosfere

## Instrumenti
Rover nosi šest glavnih instrumenata, ali mu nedostaje ruka:
- RoPeR - Radar za prodiranje kroz zemlju
- RoMAG - Marsov površinski detektor magnetskog polja
- MCS - Marsov meteorološki mjerni instrument
- MarSCoDe - Marsov površinski detektor spojeva
- MSCam - Kamera s više spektra
- NaTeCam - Kamera za navigaciju i topografiju

## Međunarodne reakcije

### Kina
Kineski predsjednik i glavni tajnik Komunističke partije Xi Jinping izjavio je kao odgovor na slijetanje:
Bili ste dovoljno hrabri za izazov, težili ste izvrsnosti i smjestili našu zemlju u napredne redove planetarnih istraživanja. Vaše izvanredno postignuće zauvijek će se urezati u sjećanja na domovinu i ljude.

### Sjedinjene Države
NASA-in pomoćni administrator Thomas Zurbuchen tweetao je svoje čestitke:
Kao i globalna znanstvena zajednica radujem se važnim doprinosima koje će ova misija dati čovjekovu razumijevanju crvenog planeta.

### Rusija
Generalni direktor Roscosmosa Dmitrij Rogozin pohvalio je uspješnu kinesku misiju:
Slijetanje kineske letjelice na površinu Marsa veliki je uspjeh kineskog temeljnog programa svemirskih istraživanja.